# Rijnwaarden
Rijnwaarden (uitspraakⓘ) is een voormalige gemeente in de Nederlandse provincie Gelderland. De gemeente telde 10.849 inwoners (30 april 2017, bron: CBS) en had een oppervlakte van 44,86 km² (waarvan 8 km² water). Na een gemeentelijke herindeling op 1 januari 2018 is de gemeente toegevoegd aan de gemeente Zevenaar.

## Geschiedenis
De Rijn stroomt hier Nederland binnen. De lokale Oude Rijn is een rivierarm waar vroeger de hoofdstroom van de Rijn liep.
Rijnwaarden is in 1985 gevormd uit de toenmalige gemeenten Herwen en Aerdt en Pannerden. In de raadsvergadering van 27 januari 2016 is de raad van Rijnwaarden akkoord gegaan met een samenvoeging van de gemeenten Rijnwaarden en Zevenaar per 1 januari 2018. Rijnwaarden voelde zich te klein voor samenwerken en koos daarom voor samenvoegen. De zienswijzeprocedure liep van 4 februari tot en met 31 maart 2016.

## Geografie
De gemeente omvatte de volgende kernen:
Aerdt, Herwen, Lobith (gemeentehuis), Pannerden, Spijk, Tolkamer en Tuindorp

### Aangrenzende gemeenten
| Aangrenzende gemeenten | Aangrenzende gemeenten | Aangrenzende gemeenten | Aangrenzende gemeenten | Aangrenzende gemeenten |
| ---------------------- | ---------------------- | ---------------------- | ---------------------- | ---------------------- |
| Duiven                 |                        | Zevenaar               |                        |                        |
|                        |                        |                        |                        |                        |
| Lingewaard             |                        |                        |                        |                        |
|                        |                        |                        |                        |                        |
| Berg en Dal            |                        | Kleef (D)              |                        | Emmerik (D)            |

### Topografie
De gemeentegrenzen van Rijnwaarden werden begrensd door de Rijn, Oude Rijn (Rijnwaarden) en het Pannerdensch Kanaal. Hierdoor had het grondgebied van Rijnwaarden ook wel de bijnaam Het Gelders Eiland.

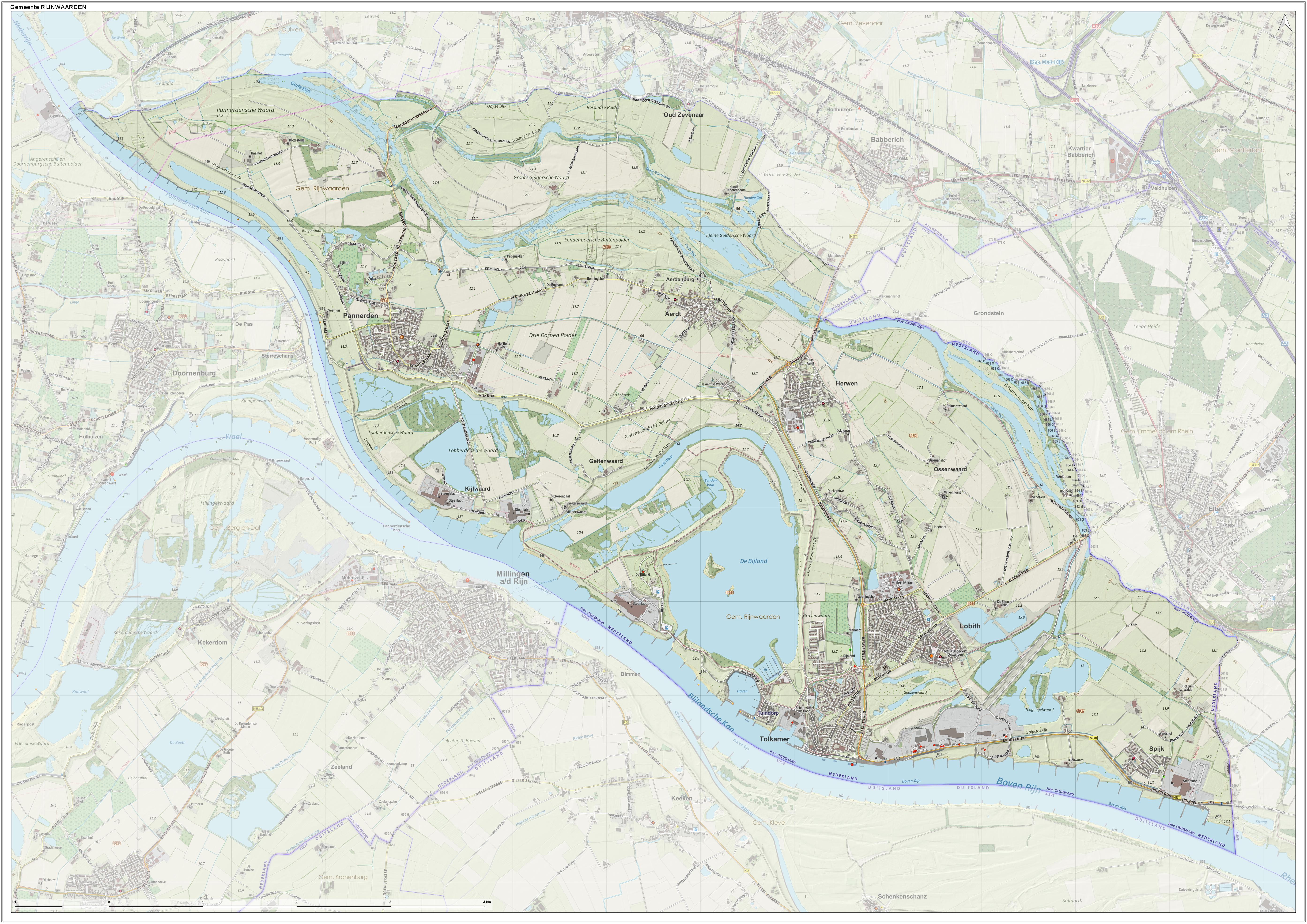
Topografische gemeentekaart van Rijnwaarden, per maart 2017

Rijnwaarden en omgeving

| Gemeentegrenzen Wijkgrenzen Buurtgrenzen Autosnelweg Secundaire weg Spoorweg |  |  | ██ Geselecteerde gemeente ██ Bebouwd gebied ██ Bos of park ██ Binnenwater, rivier of kanaal |

## Gemeenteraad
De gemeenteraad van Rijnwaarden bestond uit 15 zetels. Hieronder staat de samenstelling van de gemeenteraad sinds 1998:
| Partij                    | 1998 | 2002 | 2006 | 2010 | 2014 |
| PvdA                      | 2    | -    | 3    | 3    | 2    |
| Lijst Lobith-Tolkamer     | 4    | 5    | 3    | 3    | 4    |
| CDA                       | 3    | 4    | 3    | 4    | 4    |
| Gemeentebelangen          | 3    | 3    | 3    | -    | -    |
| Kleine Kernen Rijnwaarden | -    | -    | 3    | -    | -    |
| Belangen Gelders Eiland*  | -    | -    | -    | 5    | 5    |
| Lijst Herwen en Aerdt     | 2    | 2    | -    | -    | -    |
| Lijst Spijk               | 1    | 1    | -    | -    | -    |
| Totaal                    | 15   | 15   | 15   | 15   | 15   |

- Belangen Gelders Eiland ontstond in 2009 uit een fusie tussen Gemeentebelangen en Kleine Kernen Rijnwaarden